# ミア・ニグレン
ミア・ニグレン（Mia Nygren、1960年 - ）は、スウェーデンのファッションモデル、女優。身長172cm、B83cm、W58cm、H85cm（1984年12月）。
1984年の『エマニュエル』で、生まれ変わったエマニュエルを演じてスターダムにのし上がった。日本の資生堂1985年のテーマは、"ベジタブル・セクシー"だったが、ミアの「洗練された健康美」がイメージに合っていると評価され、資生堂'85春のキャンペーンモデルに起用された。CMは、OL向きの化粧品「フェアネス」で、1984年12月にアメリカ西海岸で撮影され、1985年2月21日から全国のお茶の間で放映された。

## 出演作品
- ミア・ニグレン／魔性のエマニュエル
- エマニュエル

## CM
- 資生堂 ： フェアネス（1985年）

## 写真集
- ミア・ニグレン写真集―パリ現地特写（1984年1月、スコラ）ISBN 4062013282 撮影：池谷朗